# Reza Shah
Rezā Shāh, cũng là Rezā Shāh Pahlavi (15 tháng 3 năm 1878 - 26 tháng 7 năm 1944), là shah của Iran từ năm 1925 đến năm 1941 và là người sáng lập ra triều đại Pahlavi. Ban đầu là một sĩ quan quân đội, ông trở thành chính trị gia, giữ chức bộ trưởng chiến tranh và thủ tướng Iran, và được bầu làm shah sau khi vị vua cuối cùng của triều đại Qajar bị phế truất. Triều đại của Reza Shah kết thúc khi ông buộc phải thoái vị sau khi Anh-Liên Xô xâm lược Iran vào năm 1941. Người kế vị ông là con trai cả của ông, Mohammad Reza Shah. Là một người theo chủ nghĩa hiện đại, Reza Shah đã xung đột với giáo sĩ Shia và đưa ra các cải cách xã hội, kinh tế và chính trị trong thời gian trị vì của mình, cuối cùng đặt nền móng cho nhà nước Iran hiện đại. Do đó, ông được nhiều người coi là người sáng lập ra Iran hiện đại.
Năm 14 tuổi, Reza Shah gia nhập Lữ đoàn Cossack Ba Tư. Ông thăng tiến qua các cấp bậc, trở thành chuẩn tướng vào năm 1921. Năm 1911, ông được thăng hàm trung úy; ông được thăng hàm đại úy vào năm 1912 và trở thành đại tá vào năm 1915. Vào tháng 2 năm 1921, với tư cách là chỉ huy của toàn bộ Lữ đoàn Cossack đóng tại tỉnh Qazvin, ông tiến về Tehran và chiếm thủ đô thông qua một cuộc đảo chính. Ông buộc phải giải tán chính phủ và đưa Zia ol Din Tabatabaee lên làm thủ tướng mới. Vai trò đầu tiên của Reza Khan trong chính phủ mới là chỉ huy-Afaqn-tổng tư lệnh quân đội và bộ trưởng chiến tranh.
Hai năm sau cuộc đảo chính, Seyyed Zia bổ nhiệm Reza Pahlavi làm thủ tướng Iran, được sự hậu thuẫn của quốc hội Iran. Năm 1925, Reza Pahlavi được bổ nhiệm làm quân chủ hợp pháp của Iran theo quyết định của quốc hội lập hiến Iran. Hội đồng đã phế truất Ahmad Shah Qajar, vị vua Qajar cuối cùng, và sửa đổi hiến pháp năm 1906 của Iran để cho phép bầu Reza Pahlavi làm Shah của Iran. Ông đã thành lập triều đại Pahlavi tồn tại cho đến khi bị lật đổ vào năm 1979 bởi Cách mạng Iran. Vào mùa xuân năm 1950, ông được truy tặng danh hiệu Reza Shah Đại đế (رضا شاه بزرگ) bởi Hội đồng tư vấn quốc gia Iran.
Di sản của ông vẫn còn gây tranh cãi cho đến ngày nay. Những người yên mến ông nói rằng ông là một người dẫn đầu lực lượng thống nhất và hiện đại hóa thiết yếu cho Iran, trong khi những người chỉ trích ông (đặc biệt là Cộng hòa Hồi giáo Iran hiện tại) khẳng định rằng triều đại của ông thường mang tính chuyên chế, với việc ông không hiện đại hóa được số lượng lớn nông dân Iran cuối cùng đã gieo mầm cho Cách mạng Iran gần bốn thập kỷ sau đó, chấm dứt hơn 2.500 năm chế độ quân chủ của Iran. Hơn nữa, sự kiên trì của ông đối với chủ nghĩa dân tộc và chủ nghĩa nhất thể văn hóa, cùng với việc cưỡng bức phi bộ lạc hóa và định cư hóa, đã dẫn đến sự đàn áp của một số nhóm dân tộc và xã hội. Mặc dù ông là người gốc Iran Mazanderani, chính phủ của ông đã thực hiện một chính sách Ba Tư hóa rộng rãi nhằm cố gắng tạo ra một quốc gia thống nhất và đồng nhất, tương tự như chính sách Thổ Nhĩ Kỳ hóa của Mustafa Kemal Atatürk ở Thổ Nhĩ Kỳ sau sự sụp đổ của Đế quốc Ottoman.
Năm 1926, Rezā Shāh cho làm ra chiếc Vương miện Pahlavi, được đính 3.380 viên kim cương, dành cho lễ đăng quan của mình, đây được xem là một trong những vương miện đính nhiều kim cương nhất thế giới từng tồn tại.

## Cuộc sống đầu đời

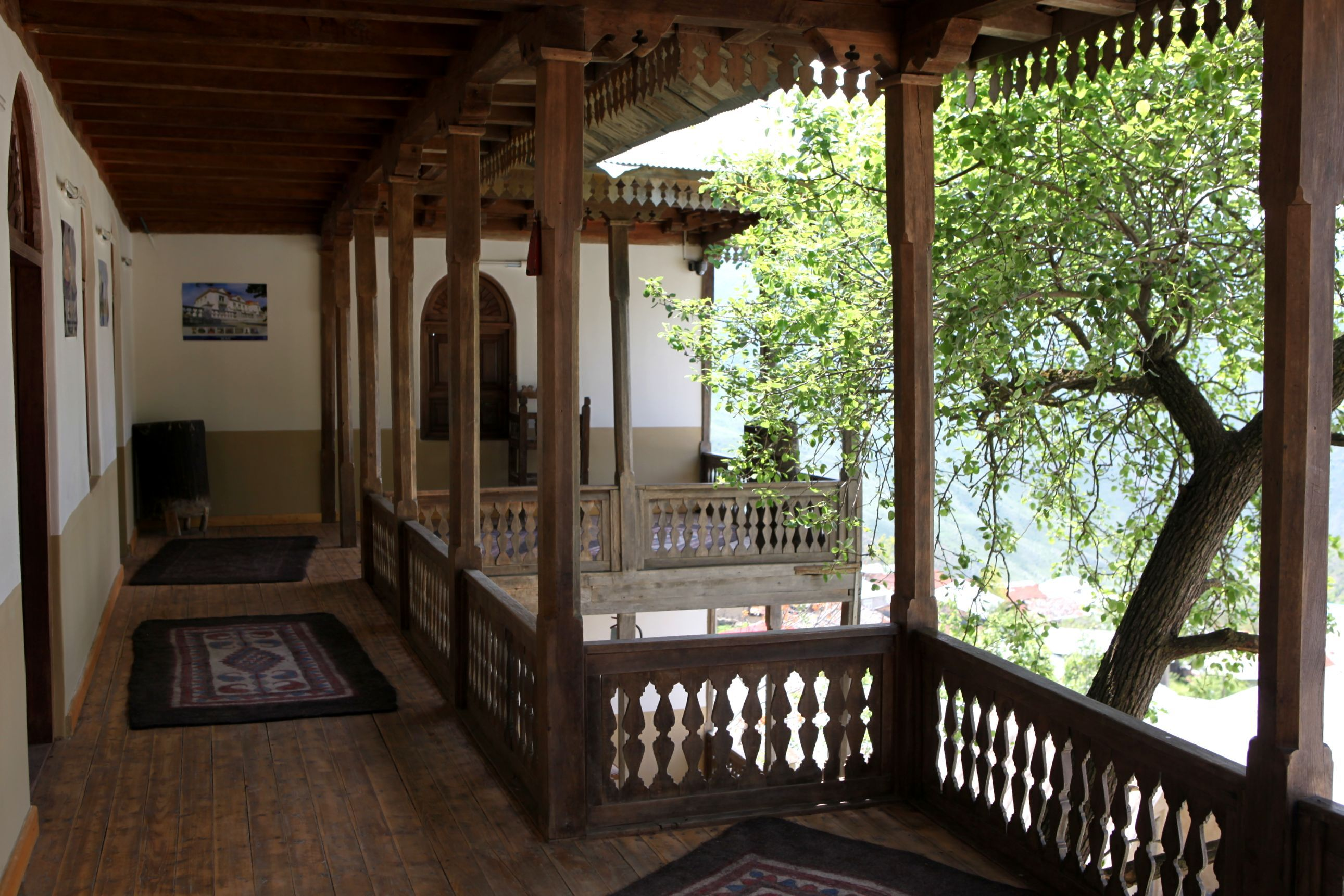
Bảo tàng Reza Shah Pahlavi, ngôi nhà nơi ông sinh ra, ở Alasht

Reza Shah Pahlavi sinh ngày 15 tháng 3 năm 1878 tại thị trấn Alasht thuộc Quận Savadkuh, tỉnh Mazandaran, con của Thiếu tá Abbas-Ali Khan và vợ là Noush-Afarin. Mẹ của ông, Nush Afarin Ayromlu, là một người nhập cư từ Georgia hoặc Iravan (khi đó là một phần của Đế quốc Nga), gia đình ông đã di cư đến Qajar Iran khi nước này buộc phải nhượng lại toàn bộ lãnh thổ của mình ở Kavkaz sau Chiến tranh Nga-Ba Tư vài thập kỷ trước khi Reza Shah chào đời. Cha của ông là người Mazanderani, một thành viên của bộ lạc Palani, được giao nhiệm vụ trong Trung đoàn Savadkuh số 7 và đã phục vụ trong Chiến tranh Herat lần thứ hai năm 1856.
Abbas-Ali đột ngột qua đời vào ngày 26 tháng 11 năm 1878, khi Reza mới 8 tháng tuổi. Sau cái chết của cha, Reza và mẹ chuyển đến nhà anh trai bà ở Tehran. Bà tái hôn vào năm 1879 và để Reza cho chú của ông chăm sóc. Năm 1882, chú của ông lại gửi Reza đến nhà một người bạn của gia đình là Amir Tuman Kazim Khan, một sĩ quan trong Lữ đoàn Cossack Ba Tư, nơi ông có một căn phòng riêng và có cơ hội học cùng các con của Kazim Khan với những gia sư được thuê đến nhà. Khi Reza 16 tuổi, ông gia nhập Lữ đoàn Cossack Ba Tư. Năm 1903, khi ông 25 tuổi, người ta cho rằng ông đã làm lính canh và người hầu cho tổng lãnh sự Hà Lan lúc đó là Fridolin Marinus Knobel. Maurits Wagenvoort, người đã gặp và nói chuyện với Reza tại một cuộc họp của "Babi-circle xứ Hadsji Achont" ở Tehran năm 1903, trong một ấn phẩm từ năm 1926 đã nói về ông như là "gholam của Ngài, Lãnh sự Hà Lan" và lưu ý rằng ông rất quan tâm đến chính trị phương Tây.

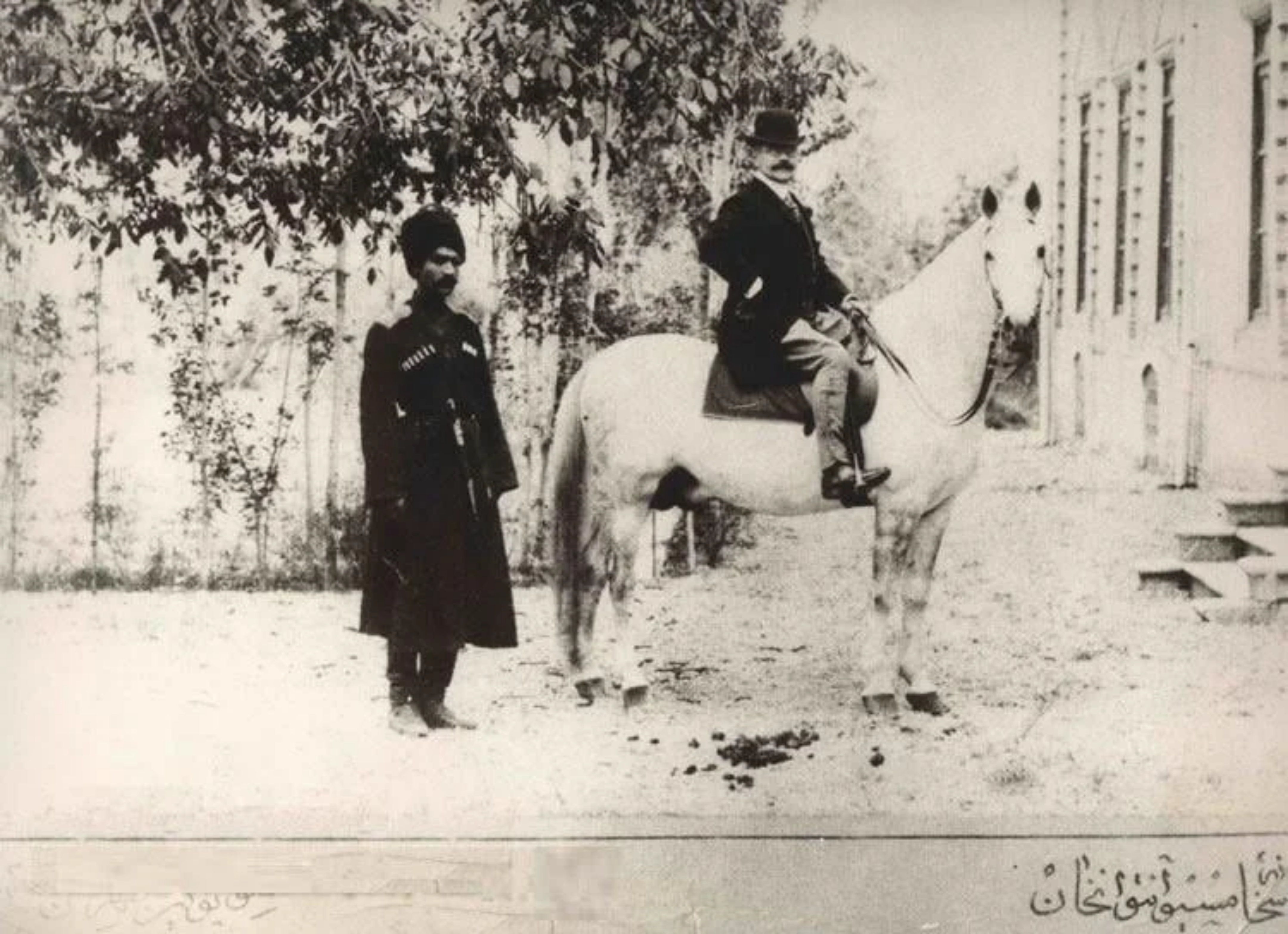
Reza Shah và Fridolin Marinus Knobel, Tổng lãnh sự Hà Lan tại Tehran

Reza đã phục vụ trong Quân đội Hoàng gia. Sự nghiệp ban đầu của ông bắt đầu với tư cách là một binh nhì dưới quyền chỉ huy của hoàng thân Qajar Abdol-Hossein Farman Farma. Farman Farma nhận thấy rằng Reza có tiềm năng và đã gửi ông đến trường quân sự, nơi ông đã đạt được cấp bậc trung sĩ pháo binh. Năm 1911, ông đã thể hiện tốt trong các chiến dịch sau này và được thăng hàm Trung úy. Sự thành thạo trong việc sử dụng súng máy đã nâng ông lên cấp bậc tương đương với đại úy vào năm 1912. Đến năm 1915, ông được thăng hàm Đại tá. Hồ sơ phục vụ trong quân đội của ông cuối cùng đã đưa ông đến với một ủy ban với tư cách là một chuẩn tướng lữ đoàn trong Lữ đoàn Cossack Ba Tư. Vào tháng 11 năm 1919, ông đã chọn họ Pahlavi, sau này trở thành tên của triều đại mà ông thành lập.

## Đảo chính năm 1921

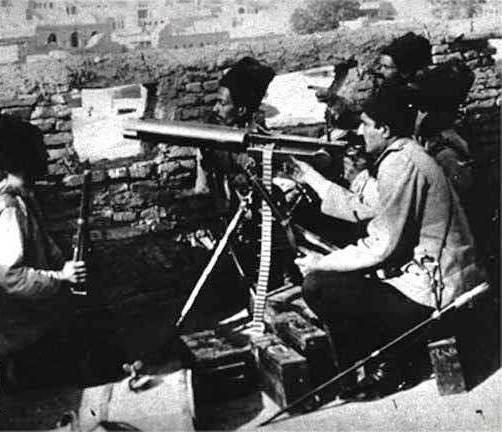
Reza Pahlavi đằng sau một khẩu súng máy

Sau Cách mạng Nga, Ba Tư đã trở thành một chiến trường. Năm 1917, Anh đã sử dụng Iran làm bàn đạp để tiến hành một cuộc viễn chinh vào Nga như một phần trong sự can thiệp của họ vào Nội chiến Nga để ủng hộ phong trào Bạch vệ. Liên Xô đã đáp trả bằng cách sáp nhập một phần miền bắc Ba Tư, thành lập Cộng hòa Xô viết Xã hội chủ nghĩa Ba Tư. Liên Xô đã giành được những nhượng bộ ngày càng lớn hơn từ chính quyền Qajar-Ba Tư, nơi các bộ trưởng của Vua Ahmad Shah Qajar thường không thể kiểm soát tình hình. Đến năm 1920, chính quyền đã mất hầu như toàn bộ quyền lực bên ngoài thủ đô: lực lượng Anh và Liên Xô đã kiểm soát hầu hết đất liền Iran. Vào cuối năm 1920, Liên Xô ở Rasht đã chuẩn bị hành quân đến Tehran với "lực lượng du kích gồm 1.500 người Jangalis, người Kurd, người Armenia và người Azerbaijan", được tăng cường bởi Hồng quân Liên Xô. Điều này, cùng với nhiều bất ổn khác trong nước, đã tạo ra "một cuộc khủng hoảng chính trị cấp tính ở thủ đô".

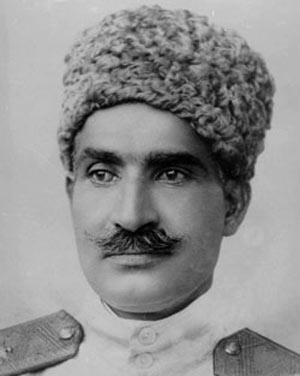
Chân dung Reza Pahlavi trong thời gian làm bộ trưởng chiến tranh

Vào ngày 14 tháng 1 năm 1921, chỉ huy Lực lượng Anh tại Iran, Tướng Edmund "Tiny" Ironside, đã thăng chức cho Reza Khan, người đã chỉ huy tiểu đoàn Tabriz, lên làm chỉ huy toàn bộ lữ đoàn. Khoảng một tháng sau, dưới sự chỉ đạo của Anh, Reza Khan đã chỉ huy đội quân gồm 3.000-4.000 người của Lữ đoàn Cossack Ba Tư, đóng tại Niyarak, Qazvin và Hamadan, đến Mehrabad (lúc đó ở ngoại ô Tehran). Khi các cuộc đàm phán với đại diện của Triều đình Qajar bị phá vỡ và quân Cossack tiến về thủ đô, Sardar Homayoun đã ra lệnh cho các đơn vị pháo binh bắn vào các lực lượng đang tiến đến để cố gắng ngăn chặn cuộc nổi loạn. Một sĩ quan trẻ tên là Mahmud Mir-Djalali, người đang giữ chức chỉ huy đơn vị pháo binh tại các cổng thành cũ của Tehran, kiểm soát lối vào thành phố, đã đưa ra quyết định cuối cùng là không tuân theo các mệnh lệnh này. Thay vì nổ súng vào quân Cossack, ông ra lệnh mở cổng thành Tehran, cho phép Reza Khan và lực lượng của ông tiến vào thành phố mà không bị cản trở và chiếm giữ thủ đô. Ngoài ra, Mir-Djalali đích thân ra lệnh bắn hai loạt đại bác vào Cung điện Golestan, đóng vai trò như một tín hiệu cho thấy cuộc đảo chính đã đến trung tâm thành phố. Âm thanh của tiếng đại bác được cho là đã khiến vua Ahmad Shah Qajar kinh hãi, phá vỡ quyết tâm kháng cự vốn đã dao động của nhà vua. Ông rút lui về Cung điện Farahabad, nơi cuối cùng ông đầu hàng Reza Khan.
Ông buộc phải giải tán chính phủ trước đó và yêu cầu Zia ol Din Tabatabaee được bổ nhiệm làm thủ tướng. Vai trò đầu tiên của Reza Khan trong chính phủ mới là chỉ huy Quân đội Iran, mà ông kết hợp với chức Bộ trưởng Chiến tranh. Ông lấy danh hiệu Sardar Sepah (tiếng Ba Tư: سردار سپاه), hay Tổng tư lệnh Quân đội, danh hiệu mà ông được biết đến cho đến khi trở thành Shah của Ba Tư. Trong khi Reza Khan và lữ đoàn Cossack của ông bảo vệ được Tehran, phái viên Ba Tư tại Moscow đã đàm phán một hiệp ước với những người Bolshevik để rút quân đội Liên Xô khỏi Ba Tư. Điều IV của Hiệp ước hữu nghị Nga-Ba Tư (1921) cho phép Liên Xô xâm lược và chiếm đóng Ba Tư, nếu họ tin rằng quân đội nước ngoài đang sử dụng nơi này làm nơi tập trung cho một cuộc xâm lược lãnh thổ Liên Xô.
Cuộc đảo chính năm 1921 được chính phủ Anh hỗ trợ một phần, họ muốn ngăn chặn sự xâm nhập của những người Bolshevik vào Iran, đặc biệt là vì mối đe dọa mà nó gây ra cho Raj thuộc Anh (thuộc địa Ấn Độ của Anh). Người ta cho rằng người Anh đã cung cấp "đạn dược, vật tư và tiền lương" cho quân đội của Reza. Vào ngày 8 tháng 6 năm 1932, một báo cáo của Đại sứ quán Anh nêu rằng người Anh quan tâm đến việc giúp Reza Shah tạo ra một quyền lực tập trung. Tướng Ironside đã báo cáo tình hình cho Bộ Chiến tranh Anh rằng một sĩ quan Ba Tư có năng lực đang chỉ huy quân Cossack và điều này "sẽ giải quyết được nhiều khó khăn và cho phép chúng tôi ra đi trong hòa bình và danh dự". Reza Khan đã dành phần còn lại của năm 1921 để bảo vệ nội địa Iran, ứng phó với một số cuộc nổi loạn nổ ra chống lại chính phủ mới. Trong số những mối đe dọa lớn nhất đối với chính quyền mới là Cộng hòa Xã hội chủ nghĩa Xô viết Ba Tư, được thành lập tại Gilan, và người Kurd ở Khorasan.

## Lật đổ triều đại Qajar

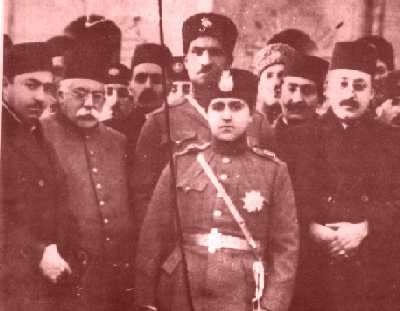
Reza Khan đứng sau Vua Ahmad Shah Qajar, với Abdol-Hossein Farman Farma ở bên trái Reza Khan

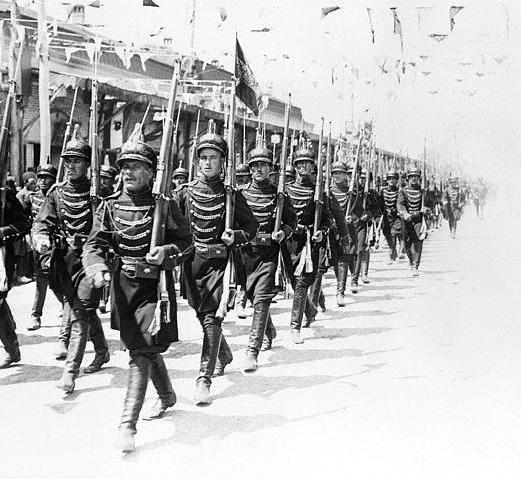
Cuộc diễu hành quân sự ở Tehran nhân dịp lễ đăng quang của Reza Shah, 1926

Ngay từ khi Reza Khan được bổ nhiệm làm Bộ trưởng chiến tranh, căng thẳng ngày càng gia tăng với thủ tướng đương nhiệm Zia ol Din Tabatabaee. Thủ tướng Tabatabaee đã tính toán sai lầm rằng khi Reza Khan được bổ nhiệm làm bộ trưởng chiến tranh, ông sẽ từ bỏ chức vụ chỉ huy Lữ đoàn Cossack Ba Tư và Reza Khan sẽ mặc thường phục thay vì quân phục. Tính toán sai lầm này của Zia ol Din Tabatabaee đã phản tác dụng và thay vào đó, những người quan sát Reza Khan, bao gồm cả các thành viên quốc hội, đều thấy rõ rằng ông (chứ không phải Zia ol Din Tabatabaee) mới là người nắm giữ quyền lực.
Đến năm 1923, Reza Khan đã phần lớn thành công trong việc bảo vệ nội địa Iran khỏi mọi mối đe dọa trong và ngoài nước còn sót lại. Khi trở về thủ đô, ông được bổ nhiệm làm thủ tướng, điều này thúc đẩy Vua Ahmad Shah rời Iran đến châu Âu, nơi ông sẽ ở lại (lúc đầu là tự nguyện, và sau đó là lưu vong) cho đến khi qua đời. Điều này khiến Quốc hội trao cho Reza Khan quyền lực độc tài, người sau đó đã đảm nhận các phong cách tượng trưng và danh dự của Janab-i-Ashraf (His Serene Highness) và Hazrat-i-Ashraf vào ngày 28 tháng 10 năm 1923. Ông nhanh chóng thành lập một nội các chính phủ tại Tehran để giúp tổ chức các kế hoạch hiện đại hóa và cải cách của mình.
Đến tháng 10 năm 1925, Reza Khan đã thành công trong việc gây sức ép buộc Grand Majlis phế truất và chính thức cấm vua Ahmad Shah trở về Ba Tư, và đưa ông lên làm Shah tiếp theo của Ba Tư. Ban đầu, ông đã có kế hoạch tuyên bố đất nước là một nước cộng hòa, giống như Atatürk thực hiện ở Thổ Nhĩ Kỳ, nhưng đã từ bỏ ý tưởng này trước sự phản đối của Anh và giới giáo sĩ. Grand Majlis, triệu tập như một hội đồng lập hiến, tuyên bố ông là Shah (Vua) của Ba Tư vào ngày 12 tháng 12 năm 1925, theo Hiến pháp Ba Tư năm 1906. Ba ngày sau, vào ngày 15 tháng 12, ông tuyên thệ nhậm chức hoàng đế và do đó trở thành shah đầu tiên của triều đại Pahlavi. Lễ đăng quang của Reza Shah diễn ra muộn hơn nhiều, vào ngày 25 tháng 4 năm 1926. Vào thời điểm đó, con trai ông, Mohammad Reza Pahlavi, được tuyên bố là thái tử.

## Cai trị với tư cách là Shah của Ba Tư

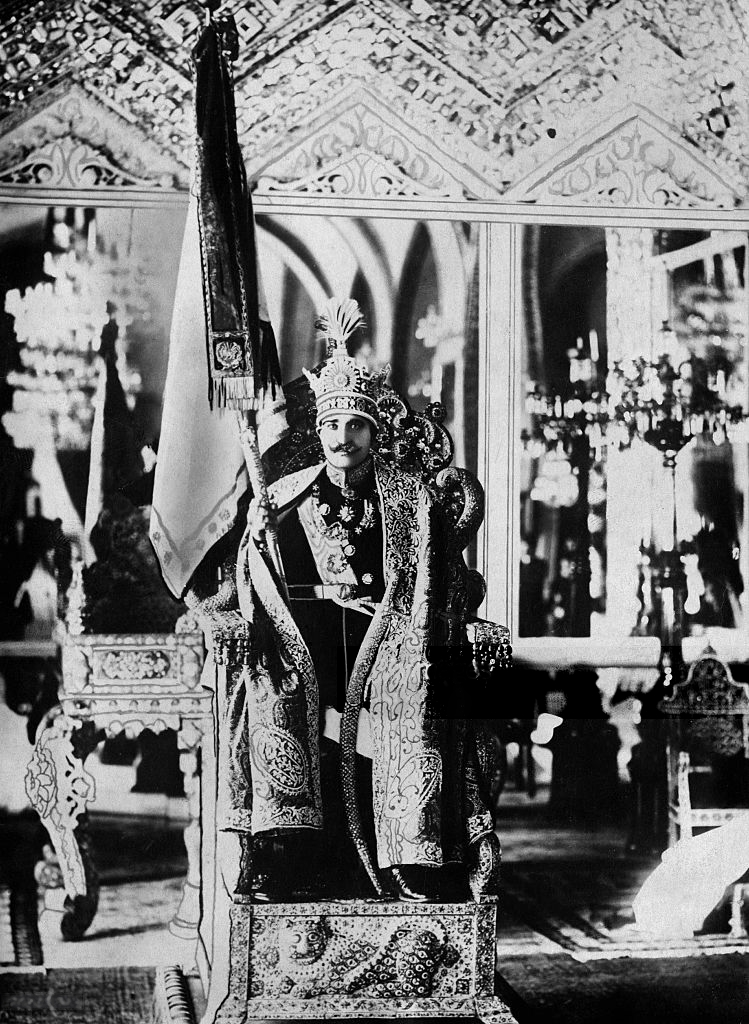
Lễ đăng quang của Reza Shah Pahlavi

Khi đăng quang Reza Shah không để lại bất cứ lời phát biểu nào nói đến các chính sách bao quát mà ông sẽ thực hiện cho Iran trong tương lai, nhưng các cải cách của ông cho thấy một nỗ lực hướng tới một Iran mà theo học giả Ervand Abrahamian thì sẽ "thoát khỏi ảnh hưởng của giới giáo sĩ, các cuộc nổi loạn du mục và khác biệt sắc tộc", một mặt, và mặt khác sẽ chứa đựng "các tổ chức giáo dục theo phong cách châu Âu, phụ nữ với phong cách phương Tây hoạt động bên ngoài gia đình và các cấu trúc kinh tế hiện đại với các nhà máy của nhà nước, mạng lưới truyền thông, ngân hàng đầu tư và các cửa hàng bách hóa". Reza được cho là đã tránh tham gia chính trị và tham vấn với các chính trị gia hoặc nhân vật chính trị, thay vào đó là chấp nhận khẩu hiệu "mỗi quốc gia đều có hệ thống cai trị riêng và hệ thống của chúng tôi là hệ thống một người". Ông cũng được cho là thích trừng phạt hơn là khen thưởng khi đối xử với cấp dưới hoặc công dân.
Triều đại của Reza Shah được cho là bao gồm "hai giai đoạn riêng biệt". Từ năm 1925 đến năm 1933, những nhân vật như Abdolhossein Teymourtash, Nosrat ol Dowleh Firouz, và Ali-Akbar Davar cùng nhiều người Iran khác được đào tạo theo nền giáo dục Tây phương đã được trọng dụng để thực hiện các kế hoạch hiện đại, chẳng hạn như xây dựng đường sắt, hệ thống tư pháp và giáo dục hiện đại, và áp đặt những thay đổi về trang phục truyền thống, phong tục và tập quán truyền thống và tôn giáo. Trong nửa sau của triều đại của ông (1933–1941), mà Shah mô tả là "chế độ cai trị một người", những nhân vật có cá tính mạnh như Davar và Teymourtash đã bị loại bỏ, và các chính sách và kế hoạch thế tục và phương Tây được khởi xướng trước đó đã được thực hiện.

### Hiện đại hóa

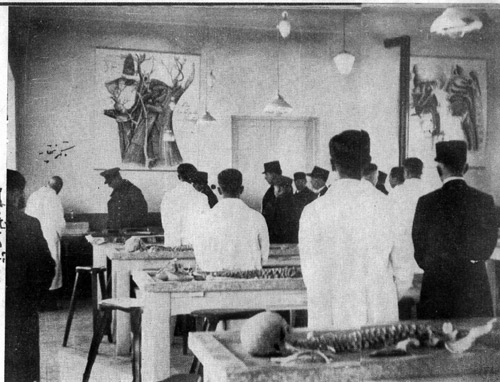
Reza Shah tại lễ khai mạc Khoa Y của Đại học Tehran.

Trong 16 năm trị vì của Reza Shah, những dự án canh tân lớn đã được tiến hành, chẳng hạn như các dự án xây dựng đường bộ và Đường sắt xuyên Iran, nền giáo dục hiện đại được đưa vào và Đại học Tehran, trường đại học đầu tiên của Iran, được thành lập. Số lượng các nhà máy công nghiệp hiện đại tăng gấp 17 lần dưới thời Reza Shah (không bao gồm các cơ sở dầu mỏ), và số dặm đường cao tốc tăng từ 2.000 lên 14.000. Ông đã mở rộng quân đội lên 100.000 người, dịch vụ dân sự 90.000 người. Ông thiết lập nền giáo dục bắt buộc miễn phí cho cả nam và nữ và đóng cửa các trường tôn giáo tư nhân - Hồi giáo, Thiên chúa giáo, Do Thái, v.v. Ông đã tịch thu đất đai và bất động sản từ các quỹ đền thờ giàu có tại Mashhad và Qom, v.v. Tại Mashhad, doanh thu từ đền thờ Imam Reza đã giúp tài trợ cho giáo dục thế tục, xây dựng một bệnh viện hiện đại, cải thiện nguồn cung cấp nước của thành phố và bảo lãnh cho các doanh nghiệp công nghiệp".

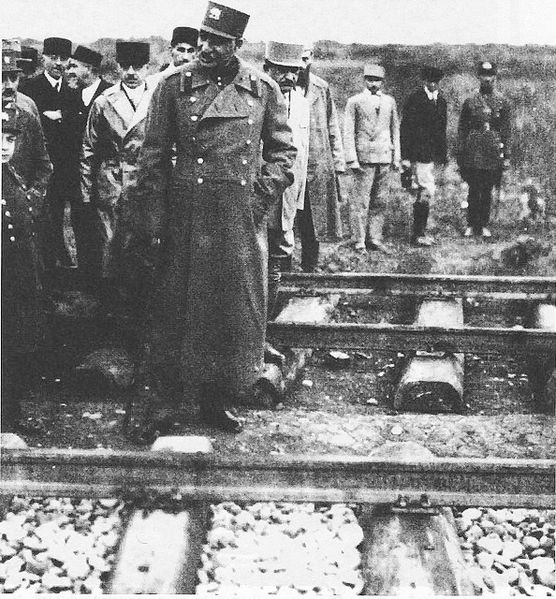
Reza Shah ở một nhà ga xe lửa

Năm 1923, Reza Khan, khi đó là Sardar Sepah (Tổng tư lệnh), đã đến thăm Susa, địa điểm khai quật chính của Pháp tại Iran. Tức giận khi nhìn thấy một lâu đài lớn của châu Âu có cờ Pháp, ông nhận xét, "Họ có định bố trí quân đội ở trên đồi đó không?" Ông cũng nhận được nhiều báo cáo về việc Pháp cướp bóc đồ cổ của Susa và mang chúng về Pháp. Khi Reza Khan lên ngôi vào năm 1925, bộ trưởng triều đình của ông là Teymourtash, đã đề xuất chấm dứt độc quyền khai quật khảo cổ của Pháp do chính quyền Qajar cấp và bổ nhiệm một người Pháp làm giám đốc của một viện khảo cổ học mới. Do đó, độc quyền của Pháp đã bị bãi bỏ vào năm 1927 và André Godard được bổ nhiệm làm giám đốc dịch vụ khảo cổ học như một sự thỏa hiệp. Quốc hội Iran đã bỏ phiếu vào ngày 29 tháng 4 năm 1928, để thuê Godard trong 5 năm bắt đầu từ ngày 18 tháng 11 năm 1928. Reza Shah thích các kiến trúc sư Iran. Khi cô con gái cưng của ông là Công chúa Shams, muốn có một khu vườn, cô đã chọn một thiết kế của kiến trúc sư người Pháp André Godard; tuy nhiên, việc xây dựng bên trong khu phức hợp hoàng gia cần phải được sự chấp thuận của shah. Khi nhìn thấy tên Latin trên các bản vẽ, Reza Shah đã tức giận. Mặc dù đã đảm bảo rằng Godard đã sống ở Iran đủ lâu để được coi là người Iran thực sự, shah đã xé bỏ các bản vẽ và yêu cầu một kiến trúc sư Iran thiết kế khu vườn.
Cùng với quá trình hiện đại hóa đất nước, Reza Shah là người cai trị trong thời kỳ Thức tỉnh của Phụ nữ (1936–1941). Phong trào này tìm cách xóa bỏ chador khỏi xã hội lao động Iran. Những người ủng hộ cho rằng mạng che mặt cản trở việc tập thể dục và khả năng của phụ nữ trong việc hòa nhập xã hội và đóng góp vào sự tiến bộ của quốc gia. Động thái này đã gặp phải sự phản đối của các Mullah từ cơ sở tôn giáo. Vấn đề tiết lộ và Phong trào Phụ nữ Thức tỉnh có liên quan đến Luật Hôn nhân năm 1931 và Đại hội Phụ nữ Phương Đông lần thứ hai tại Tehran năm 1932. Reza Shah là Quốc vương Iran đầu tiên trong 1400 năm đã tỏ lòng tôn trọng người Do Thái bằng cách cầu nguyện trong giáo đường Do Thái khi đến thăm cộng đồng Do Thái ở Isfahan; một hành động thúc đẩy lòng tự trọng của người Do Thái Iran và đưa Reza Shah trở thành nhà lãnh đạo Iran được kính trọng thứ hai của người Do Thái, sau Cyrus Đại đế. Các cải cách của Reza Shah đã mở ra những nghề nghiệp mới cho người Do Thái và cho phép họ rời khỏi khu ổ chuột. Mâu thuẫn với điều này là những tuyên bố rằng ông đứng sau các vụ việc chống người Do Thái ở một số khu vực của Tehran vào tháng 9 năm 1922. Ông đã cấm chụp ảnh những khía cạnh của Iran mà ông coi là lạc hậu như lạc đà, và ông đã cấm trang phục giáo sĩ và khăn trùm đầu để ủng hộ trang phục phương Tây.

### Quốc hội và các bộ trưởng

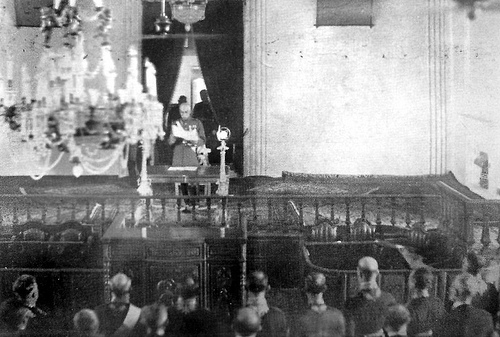
Reza Shah phát biểu trước quốc hội Iran, năm 1939

Các cuộc bầu cử quốc hội dưới thời Shah không phải là dân chủ. Thông lệ chung là "lập danh sách các ứng cử viên quốc hội gửi cho bộ trưởng nội vụ, với sự giúp đỡ và rà soát của người đứng đầu lực lượng an ninh. Bộ trưởng Nội vụ sau đó chuyển những cái tên đó cho tổng đốc tỉnh. ... [người] sẽ chuyển danh sách này cho các hội đồng bầu cử giám sát do Bộ Nội vụ thành lập để giám sát các cuộc bỏ phiếu. Quốc hội không còn là một thể chế có ý nghĩa, mà thay vào đó trở thành một tấm áo choàng trang trí che đậy sự trần trụi của chế độ quân sự".
Reza Shah đã làm mất uy tín và cách chức một số bộ trưởng của mình. Bộ trưởng Triều đình của ông, Abdolhossein Teymourtash, bị buộc tội và kết án về tội tham nhũng, hối lộ, lạm dụng các quy định về ngoại tệ và âm mưu lật đổ Shah. Ông bị cách chức bộ trưởng triều đình vào năm 1932 và qua đời trong hoàn cảnh đáng ngờ khi đang ngồi tù vào tháng 9 năm 1933. Bộ trưởng Tài chính, Thân vương Firouz Nosrat-ed-Dowleh III, người đóng vai trò quan trọng trong 3 năm đầu trị vì của ông, đã bị kết án về những cáo buộc tương tự vào tháng 5 năm 1930, và cũng chết trong tù vào tháng 1 năm 1938. Ali-Akbar Davar, bộ trưởng Tư pháp của ông, bị tình nghi về những cáo buộc tương tự và đã tự sát vào tháng 2 năm 1937. Theo sử gia Cyrus Ghani, việc loại bỏ những bộ trưởng này đã "tước đi" của Iran "những nhân vật chính trị năng động nhất ... và gánh nặng chính phủ đè nặng lên Reza Shah".
Mirza Ali Asghar Khan Hekmat đã tài trợ cho việc xây dựng các địa điểm văn hóa và giáo dục quan trọng ở Iran, bao gồm Đại học Tehran, Bảo tàng Iran cổ đại (sau này là Bảo tàng Quốc gia Iran), và lăng mộ của Ferdowsi, Hafez và Saadi. Lời kể của ông về việc xây dựng trường đại học và phòng mổ đầu tiên của trường y đã tiết lộ những thách thức về văn hóa mà Iran phải đối mặt trong quá trình hiện đại hóa. Trong một cuộc họp cấp bộ trưởng năm 1934, Hekmat chỉ ra rằng Tehran thiếu một trường đại học. Reza Shah ngay lập tức giao cho Hekmat nhiệm vụ thành lập một trường đại học, phân bổ ngân sách 250.000 Toman. Trước đó, Shah đã đặt ra mục tiêu, mỗi năm sẽ cử 10 sinh viên xuất sắc nhất đi du học ở Châu Âu và Hoa Kỳ. Reza Shah khuyên không nên gửi thêm sinh viên ra nước ngoài, thay vào đó đề xuất thành lập một trường đại học ở Tehran. Từ năm 1937, Đại học Tehran tuyển sinh cả nam và nữ vào các ngành luật, y, dược và văn học.
Ali-Asghar Hekmat đã mời Godard thiết kế Đại học Tehran, sử dụng Vườn Jalaliyah rộng 200.000 mét vuông cho dự án. Năm 1935, Trường Y Ebne Sina được khai trương đầu tiên, được trang trí bằng thư pháp từ những bài thơ ca ngợi tri thức của Nezami. Bất chấp sự phản đối mạnh mẽ từ các giáo sĩ bảo thủ phản đối phòng phẫu thuật, những nỗ lực của những người như Hekmat đã đảm bảo việc mở cửa trường. Tiến sĩ Bakhtiar, một bác sĩ phẫu thuật, đã phải kín đáo đến thăm các bệnh viện, lấy xác chết, chất lên xe và vận chuyển đến phòng mổ.

### Đổi quốc hiệu từ Ba Tư thành Iran

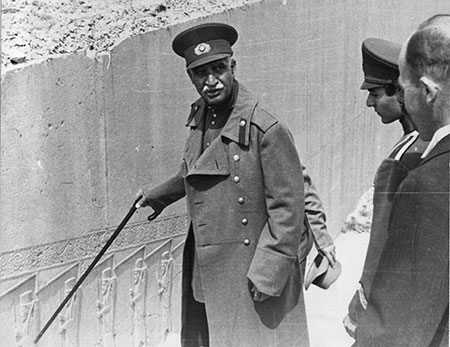
Reza Shah tại Persepolis

Ở phương Tây, Ba Tư/Persia (hoặc các từ cùng nguồn gốc) trong lịch sử là tên gọi thông dụng của Iran. Năm 1935, Reza Shah đã yêu cầu các đại biểu nước ngoài và Hội Quốc Liên sử dụng thuật ngữ Iran ("Vùng đất của người Aryan), tên gọi riêng của quốc gia này, được người dân bản địa sử dụng, trong thư từ chính thức. Kể từ đó, việc sử dụng từ "Iran" đã trở nên phổ biến hơn ở phương Tây. Điều này cũng làm thay đổi cách sử dụng tên gọi quốc tịch Iran, và tính từ thông dụng dành cho công dân Iran đã chuyển từ "Ba Tư" sang "Iran". Năm 1959, chính phủ của Shah Mohammad Reza Pahlavi, con trai và người kế vị của Reza Shah Pahlavi, tuyên bố rằng cả "Ba Tư" và "Iran" có thể được sử dụng thay thế cho nhau về mặt chính thức, tuy nhiên việc sử dụng "Iran" vẫn tiếp tục thay thế "Ba Tư", đặc biệt là ở phương Tây. Mặc dù ngôn ngữ chính thức và chiếm ưu thế của đất nước là tiếng Ba Tư, nhiều người không coi mình là người Ba Tư, trong khi "người Iran" tạo nên một cách gọi trung lập và thống nhất hơn nhiều đối với tất cả các nhóm dân tộc của Iran; hơn nữa, "Ba Tư" (được biết đến là dùng để chỉ Pars) đôi khi gây nhầm lẫn về mặt địa lý vì nó cũng là tên của một trong những tỉnh văn hóa quan trọng của Iran. Mặc dù trong nội bộ đất nước này đã được gọi là Iran trong suốt phần lớn lịch sử của nó kể từ Đế chế Sasanian, nhiều quốc gia bao gồm cả các quốc gia nói tiếng Anh đều biết đất nước này với tên gọi là Ba Tư, phần lớn là di sản của người Hy Lạp cổ đại đặt cho Đế chế Achaemenid.

### Ủng hộ và phản đối
Sự ủng hộ dành cho Shah chủ yếu đến từ ba nguồn. "Trụ cột" trung tâm là quân đội, nơi Shah bắt đầu sự nghiệp của mình. Ngân sách quốc phòng hàng năm của Iran "tăng hơn năm lần từ năm 1926 đến năm 1941". Các sĩ quan được trả lương cao hơn các nhân viên hành chính hưởng lương khác. Bộ máy hành chính nhà nước mới, hiện đại và mở rộng của Iran là một nguồn hỗ trợ khác. Mười bộ dân sự của nước này đã tuyển dụng 90.000 công chức chính phủ toàn thời gian. Sự bảo trợ do triều đình của Shah kiểm soát đóng vai trò là "trụ cột" thứ ba. Nguồn tài chính này được tài trợ bởi khối tài sản cá nhân đáng kể của Shah, được tích lũy thông qua việc cưỡng chế bán và tịch thu bất động sản, khiến ông trở thành "người giàu nhất Iran". Khi thoái vị, Reza Shah "để lại cho người thừa kế một tài khoản ngân hàng khoảng 3 triệu bảng Anh và các bất động sản tổng cộng hơn 3 triệu mẫu Anh".
Mặc dù tầng lớp quý tộc địa chủ đã mất phần lớn ảnh hưởng dưới triều đại của Reza Shah, chế độ của ông đã vấp phải sự phản đối không phải từ họ hay giới quý tộc mà từ "các bộ lạc, giáo sĩ và thế hệ trẻ trí thức mới của Iran. Các bộ lạc phải gánh chịu hậu quả nặng nề của trật tự mới". Trong số các bộ lạc bị cưỡng bức định cư, có người Bakhtiari, Qashqai, Lur, Kurd, Baluchi. Theo Sandra Mackey, việc định cư "đã phá vỡ nền kinh tế bộ lạc và làm suy yếu cấu trúc xã hội truyền thống. ... người dân và các đàn gia súc, không thích nghi được với lối sống ít vận động và đôi khi phải phụ thuộc vào các khu cắm trại di động để đảm bảo vệ sinh và sức khỏe, đã chết hàng loạt. Không ai quên điều đó".

### Xung đột với giáo sĩ
Khi triều đại của ông trở nên an toàn hơn, Reza Shah đã xung đột với giới tăng lữ Iran và những người Hồi giáo ngoan đạo về nhiều vấn đề. Vào tháng 3 năm 1928, ông đã xâm phạm nơi tôn nghiêm của Đền Fatima Masumeh ở Qom để đánh một giáo sĩ vì người này đã tức giận khiển trách vợ của Reza Shah để lộ mặt một ngày trước đó trong khi hành hương đến Qom. Vào tháng 12 năm đó, ông ban hành luật yêu cầu mọi người (trừ các luật gia Shia đã vượt qua kỳ thi tuyển chọn đặc biệt) phải mặc quần áo phương Tây. Điều này khiến những người Hồi giáo ngoan đạo tức giận vì nó bao gồm một chiếc mũ có vành ngăn không cho người sùng đạo chạm trán xuống đất trong khi làm lễ salah theo yêu cầu của luật Hồi giáo. Shah cũng khuyến khích phụ nữ bỏ khăn trùm đầu. Ông tuyên bố rằng các giáo viên nữ không được đến trường với khăn trùm đầu nữa. Một trong những cô con gái của ông đã xem lại một sự kiện thể thao của các cô gái với đầu không che. Reza Shah đã tịch thu một số trường madrasas tôn giáo từ các giáo sĩ. Esmail Meraat, Bộ trưởng Văn hóa, đã chuyển đổi Marvi Madrasa thành một trường cao đẳng nghệ thuật mới (Honar Kadeh) ở Tehran, nơi Andre Godard và Maxime Siroux là một trong số các giảng viên; tuy nhiên, vị vua Pahlavi thứ hai, Mohammad Reza Shah, sau đó đã chuyển trường nghệ thuật xuống tầng hầm của khoa kỹ thuật tại Đại học Tehran, trả lại trường Madrasa cho các giáo sĩ.

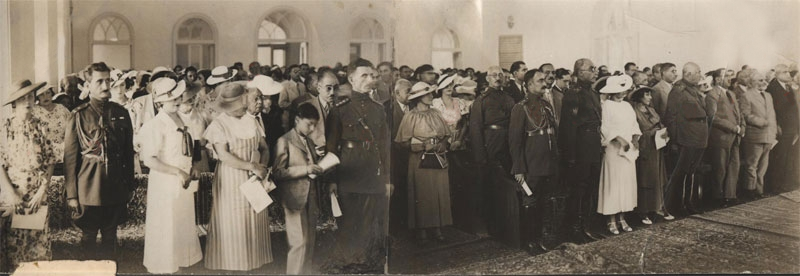
Các chỉ huy quân sự của lực lượng vũ trang Iran, các quan chức chính phủ và vợ của họ kỷ niệm việc bãi bỏ chador vào năm 1936

Những người sùng đạo cũng phẫn nộ trước các chính sách cho phép nam nữ học chung. Phụ nữ được phép học tại các trường luật và y, và vào năm 1934, một đạo luật đã quy định mức phạt nặng đối với các rạp chiếu phim, nhà hàng và khách sạn không mở cửa cho cả hai giới. Các bác sĩ được phép mổ xẻ cơ thể người, bất chấp lệnh cấm khám nghiệm tử thi trong Kinh Qur'an (vua thậm chí còn buộc các thành viên nội các của mình "đi cùng ông đến phòng thí nghiệm bệnh học của trường đại học để xem hai xác chết..."). Ông hạn chế việc tổ chức tang lễ công cộng trong một ngày, cấm tự đánh đòn trong lễ Ashura, và yêu cầu các nhà thờ Hồi giáo phải sử dụng ghế thay vì ngồi trên sàn nhà thờ Hồi giáo như truyền thống. Đến giữa những năm 1930, sự cai trị của Reza Shah đã gây ra sự bất mãn dữ dội của giới tăng lữ Shia trên khắp Iran. Năm 1935, một cuộc nổi loạn nổ ra tại Đền thờ Imam Reza ở Mashhad. Đáp lại một giáo sĩ lên án những đổi mới "dị giáo", tham nhũng và thuế tiêu dùng nặng nề của Shah, nhiều người bán hàng rong và dân làng đã lánh nạn trong đền thờ, hô vang các khẩu hiệu như "Shah là một Yezid mới". Trong suốt 4 ngày, cảnh sát và quân đội địa phương đã từ chối xâm phạm đền thờ. Cuộc đối đầu đã kết thúc khi đội quân người Azerbaijan của Iran đến và xông vào đền thờ, giết chết hàng chục người và làm bị thương hàng trăm người, đánh dấu sự rạn nứt cuối cùng giữa giới tăng lữ và Shah. Một số giáo sĩ Mashed thậm chí còn bỏ việc, chẳng hạn như Người giữ chìa khóa đền thờ Hassan Mazloumi, sau này được gọi là Barjesteh, người tuyên bố rằng ông không muốn nghe theo lệnh của một con chó. Từ năm 1925 đến năm 1941, số lượng "sinh viên thần học trong các madreseh truyền thống" - tương đương với độ tuổi của các trường trung học - đã giảm từ 5.984 xuống còn 785. Shah cũng tăng cường những thay đổi gây tranh cãi của mình sau sự cố với sắc lệnh Kashf-e hijab, cấm chador và ra lệnh cho tất cả công dân, giàu và nghèo, phải đưa vợ của họ đến các sự kiện công cộng mà không được che mặt.

### Các vấn đề đối ngoại và ảnh hưởng

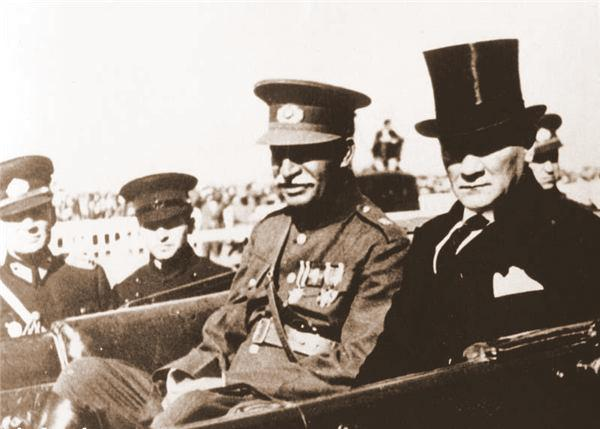
Reza Shah với tổng thống Mustafa Kemal Atatürk của Thổ Nhĩ Kỳ

Reza Shah cũng khởi xướng những thay đổi trong các vấn đề đối ngoại. Ông đã nỗ lực cân bằng ảnh hưởng của Anh với các nước khác và nói chung là làm giảm ảnh hưởng của nước ngoài ở Iran. Một trong những hành động đầu tiên của chính phủ mới sau khi ông tiến vào Tehran năm 1921 là xé bỏ hiệp ước với Liên Xô. Năm 1934, ông đã có chuyến thăm chính thức cấp nhà nước tới Thổ Nhĩ Kỳ và gặp Tổng thống Thổ Nhĩ Kỳ là Mustafa Kemal Atatürk. Trong cuộc gặp, Reza Shah đã nói bằng tiếng Azerbaijan và Atatürk sử dụng tiếng Thổ Nhĩ Kỳ. Năm 1931, Reza Shah từ chối cho phép Imperial Airways bay trên không phận Ba Tư, thay vào đó, trao quyền cho hãng hàng không Lufthansa của Đức. Năm sau, 1932, ông đã gây bất ngờ cho người Anh khi đơn phương hủy bỏ quyền nhượng bộ dầu mỏ được trao cho William Knox D'Arcy (và Công ty Dầu mỏ Anh-Ba Tư), dự kiến sẽ hết hạn vào năm 1961. Quyền nhượng bộ này đã trao cho Ba Tư 16% lợi nhuận ròng từ hoạt động dầu mỏ của APOC. Shah muốn 21%. Người Anh đã đưa tranh chấp ra Hội Quốc Liên. Trước khi Hội Quốc Liên đưa ra quyết định, Công ty Dầu mỏ Anh-Ba Tư và Chính phủ Iran đã thỏa hiệp và một nhượng bộ mới được ký kết vào ngày 26 tháng 4 năm 1933.
Reza Shah trước đó đã thuê các cố vấn người Mỹ để xây dựng và triển khai các hệ thống tài chính và hành chính theo phong cách phương Tây. Trong số đó có nhà kinh tế học người Mỹ Arthur Millspaugh, người giữ chức bộ trưởng tài chính của quốc gia. Reza Shah cũng mua tàu từ Ý và thuê người Ý để huấn luyện quân đội của mình về chiến tranh hải quân. Ông cũng nhập khẩu hàng trăm kỹ thuật viên và cố vấn người Đức cho nhiều dự án khác nhau. Ý thức được thời kỳ Ba Tư lệ thuộc vào chính quyền Anh và Nga trong một thời gian dài, Reza Shah đã cẩn thận tránh trao quá nhiều quyền kiểm soát cho bất kỳ quốc gia nước ngoài nào. Ông cũng nhấn mạnh rằng các cố vấn nước ngoài phải được chính phủ Ba Tư tuyển dụng, để họ không phải chịu trách nhiệm trước các thế lực nước ngoài. Điều này dựa trên kinh nghiệm của ông với Tập đoàn dầu mỏ Anh-Ba Tư, doanh nghiệp do chính phủ Anh sở hữu và điều hành. Trong chiến dịch chống lại ảnh hưởng của nước ngoài, ông đã hủy bỏ các thỏa thuận đầu hàng thế kỷ XIX với người châu Âu vào năm 1928. Theo đó, người châu Âu ở Iran được hưởng đặc quyền chịu sự quản lý của tòa án lãnh sự của quốc gia họ trên lãnh thổ Iran thay vì của ngành tư pháp Iran. Quyền in tiền được chuyển từ Ngân hàng Hoàng gia Anh sang Ngân hàng Quốc gia Iran (Bank-i Melli Iran) của ông, cũng như việc quản lý hệ thống điện báo, từ Công ty Điện báo Ấn-Âu sang chính phủ Iran, bên cạnh việc thu thuế hải quan của các quan chức Bỉ. Cuối cùng, ông đã sa thải Millspaugh và cấm người nước ngoài quản lý trường học, sở hữu đất đai hoặc đi lại trong các tỉnh mà không có sự cho phép của cảnh sát.

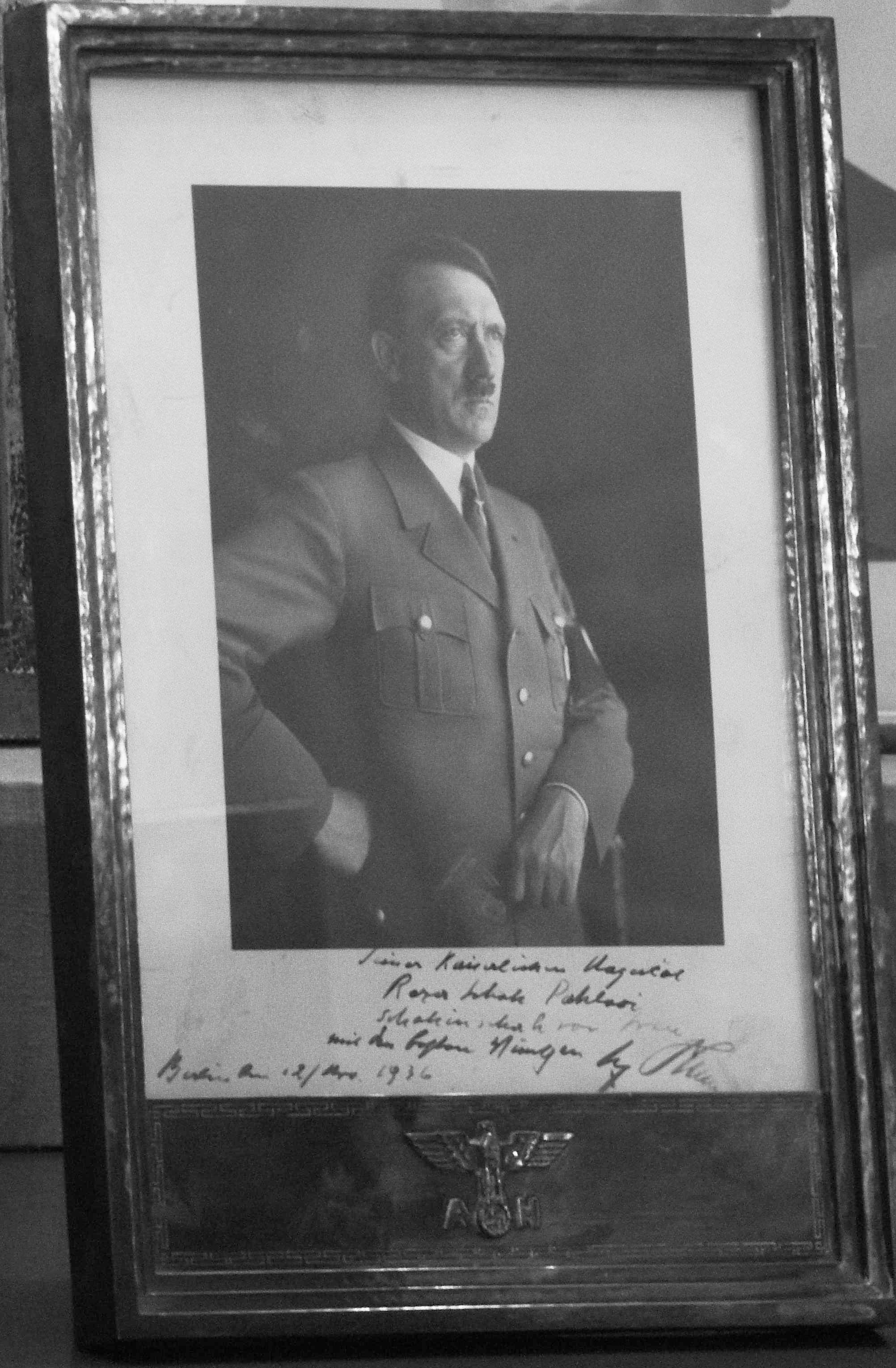
Lời đề tặng trên bức ảnh này có nội dung "Hoàng đế Reza Shah Pahlavi Shahhanshah của Iran gửi lời chúc tốt đẹp nhất tới Berlin, ngày 12 tháng 3 năm 1936".

Không phải tất cả các nhà quan sát đều đồng ý rằng Shah đã giảm thiểu ảnh hưởng của nước ngoài. Reza Shah đã xây dựng một tuyến đường sắt dài 1.392 km nối Vịnh Ba Tư với Biển Caspi, sử dụng các kỹ thuật viên nước ngoài từ các quốc gia không có lợi ích lịch sử nào ở Iran—chủ yếu là người Đức, người Scandinavia và Hoa Kỳ—và không sử dụng các khoản vay nước ngoài. Theo Makki Hossein, tuyến đường sắt Bắc-Nam này không kinh tế, chỉ phục vụ cho người Anh, lực lượng có sự hiện diện quân sự ở miền nam Iran và mong muốn có khả năng chuyển quân lên phía bắc sang Nga, như một phần trong kế hoạch phòng thủ chiến lược của họ. Thay vào đó, chính phủ của Shah lẽ ra nên phát triển một hệ thống đường sắt Đông-Tây mà các nhà phê bình tin là hợp lý về mặt kinh tế. Trong những thập kỷ tiếp theo và tiếp tục cho đến hiện tại, việc vận chuyển hàng hóa Bắc-Nam được coi là quan trọng hơn nhiều về mặt kinh tế so với việc vận chuyển hàng hóa Tây-Đông.
Ngày 21 tháng 3 năm 1935, Reza Shah ban hành sắc lệnh yêu cầu các nhà ngoại giao nước ngoài sử dụng thuật ngữ Iran trong thư từ chính thức, vì Ba Tư là thuật ngữ được dùng để chỉ một quốc gia được xác định là Iran trong tiếng Ba Tư. Thuật ngữ này được gán cho người Iran nhiều hơn những người khác, vì Iran có nghĩa là "Vùng đất của người Aryan". Sự khôn ngoan của quyết định này vẫn đang được tranh luận. Mệt mỏi với các chính sách cơ hội của cả Anh và Liên Xô, Shah đã hạn chế tiếp xúc với các đại sứ quán nước ngoài. Quan hệ với Liên Xô đã xấu đi do các chính sách thương mại của nước này, vốn đã ảnh hưởng tiêu cực đến Iran trong những năm 1920 và 1930. Năm 1932, Shah đã hủy bỏ thỏa thuận mà theo đó Công ty Dầu mỏ Anh-Ba Tư sản xuất và xuất khẩu dầu của Iran. Mặc dù một thỏa thuận mới và được cải thiện cuối cùng đã được ký kết, nhưng nó không đáp ứng được yêu cầu của Iran và để lại cảm giác không tốt cho cả hai bên. Không giống như Anh và Liên Xô, Đức luôn có mối quan hệ tốt đẹp với Iran. Vào đêm trước Thế chiến II, Đức là đồng minh và đối tác thương mại lớn nhất của  Người Đức đồng ý trao cho Shah nhà máy thép mà ông ta thèm muốn và coi là điều kiện tiên quyết cho sự tiến bộ và hiện đại. Họ bắt đầu hình thành một liên minh mạnh mẽ hơn khi Iran bắt đầu hỗ trợ phe Trục và nội các của Adolf Hitler tuyên bố người Iran được miễn trừ khỏi Luật Nuremberg (luật bài Do Thái), vì họ được coi là những người duy nhất ngoài người Đức là "người Aryan thuần chủng". Năm 1939, Hitler cung cấp cho Iran Thư viện Khoa học Đức, chứa hơn 7.500 cuốn sách về thuyết ưu sinh "để thuyết phục người Ba Tư về mối quan hệ họ hàng giữa người Đức và người Ba Tư, giữa người Aryan hiện đại và người Aryan cổ đại". Trong nhiều ấn phẩm, bài giảng, bài phát biểu và nghi lễ ủng hộ Đức Quốc xã, người ta đã so sánh Shah và Hitler, và ca ngợi sức hút và đức hạnh của Führerprinzip.
Chính sách đối ngoại của Reza Shah, vốn chủ yếu dựa vào việc lợi dụng Liên Xô để chống lại Vương quốc Anh, đã thất bại khi Đức xâm lược Liên Xô năm 1941, khiến hai cường quốc này bất ngờ trở thành đồng minh trong cuộc chiến chống lại phe Trục. Nhằm mục đích chỉ trích đồng minh mới của phe Trục này, đồng thời đảm bảo nguồn cung cấp liên tục cho Vương quốc Anh và đảm bảo tuyến đường tiếp tế vật liệu chiến tranh cho lực lượng Liên Xô, hai đồng minh đã cùng nhau phát động một cuộc xâm lược bất ngờ vào tháng 8 năm 1941. Bị bất ngờ, bị áp đảo về hỏa lực và bị cô lập về mặt ngoại giao, Reza Shah đã bị đánh bại bởi cuộc xâm lược của Anh-Xô, ra lệnh cho lực lượng của mình đầu hàng để ngăn chặn chiến tranh thế giới lan đến Iran, và buộc phải thoái vị để truyền ngôi cho con trai. Sau đó, Reza Shah phải lưu vong trong khi Iran vẫn nằm dưới sự chiếm đóng của Đồng minh cho đến năm 1946.

### Những năm cuối của triều đại

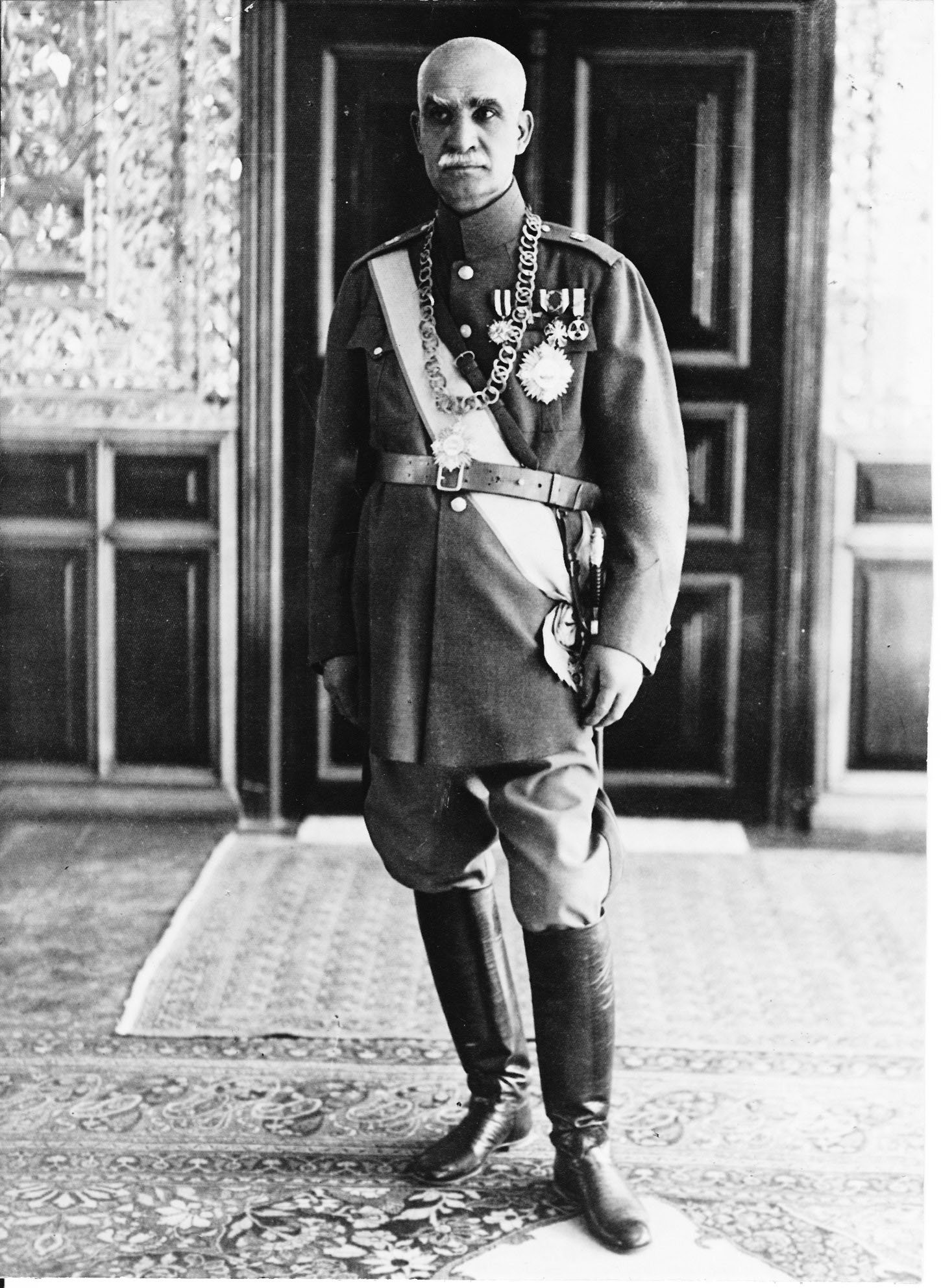
Reza Shah trong văn phòng của mình (Cung điện Xanh) tại khu phức hợp Cung điện Saadabad, năm 1941

Triều đại của Shah đôi khi được chia thành nhiều thời kỳ. Tất cả những nỗ lực của Reza Shah đều đã hoàn thành hoặc được hình thành trong giai đoạn 1925–1938. Abdolhossein Teymourtash, với sự hỗ trợ của Farman Farma, Ali-Akbar Davar và một số lượng lớn người Iran có học thức hiện đại, đã chứng tỏ mình là người khéo léo trong việc chỉ đạo thực hiện nhiều cải cách được yêu cầu kể từ cuộc cách mạng hiến pháp thất bại năm 1905–1911. Việc bảo tồn và phát huy di sản lịch sử của đất nước, cung cấp giáo dục công lập, xây dựng đường sắt quốc gia, bãi bỏ các thỏa thuận đầu hàng và thành lập một ngân hàng quốc gia đều đã được các trí thức ủng hộ kể từ cuộc cách mạng hiến pháp hỗn loạn. Những năm cuối triều đại của ông được dành riêng cho việc thể chế hóa hệ thống giáo dục của Iran và cũng cho công nghiệp hóa đất nước. Ông biết rằng chế độ quân chủ lập hiến ở Iran sau ông phải đứng trên nền tảng vững chắc của sự tham gia tập thể của tất cả người Iran, và việc thành lập các trung tâm giáo dục trên khắp Iran là điều không thể thiếu. Reza Shah đã cố gắng xây dựng một liên minh khu vực với các nước láng giềng ở Trung Đông, đặc biệt là Thổ Nhĩ Kỳ. Cái chết của Ataturk năm 1938, tiếp theo là sự bùng nổ của Thế chiến II ngay sau đó, đã ngăn cản các kế hoạch này được thực hiện.

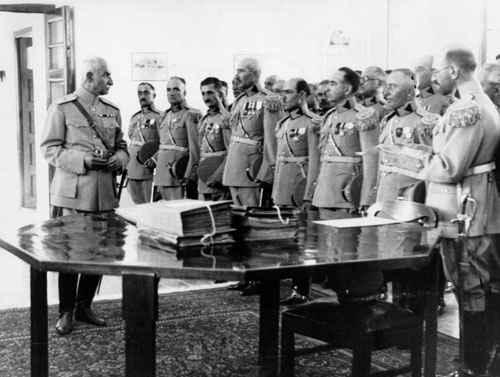
Reza Shah họp với các quan chức tại Cung điện Saadabad, năm 1940

Quốc hội đã chấp thuận các sắc lệnh của ông, báo chí tự do bị đàn áp, và việc giam giữ nhanh chóng các nhà lãnh đạo chính trị như Mossadegh, vụ sát hại những người khác như Teymourtash, Sardar Asad, Firouz, Modarres, Arbab Keikhosro và vụ tự sát của Davar, đảm bảo rằng bất kỳ tiến bộ nào hướng tới dân chủ hóa đều chết yểu và sự phản đối có tổ chức đối với Shah là không thể. Reza Shah đối xử với tầng lớp trung lưu thành thị, các nhà quản lý và các nhà kỹ trị bằng nắm đấm sắt; kết quả là các ngành công nghiệp quốc doanh của ông vẫn kém hiệu quả và kém năng suất. Bộ máy quan liêu đã sụp đổ, vì các quan chức thích nịnh hót, trong khi bất kỳ ai cũng có thể bị tống vào tù chỉ vì một chút bất tuân ý muốn của ông. Ông ta tịch thu đất đai từ người nhà Qajar và các đối thủ cạnh tranh, rồi chuyển vào các điền trang của mình. Nạn tham nhũng vẫn tiếp diễn dưới thời ông ta và thậm chí còn trở nên phổ biến. Tiến trình hiện đại hóa diễn ra rời rạc vì nó chỉ có thể diễn ra khi được Shah chấp thuận. Cuối cùng, Shah hoàn toàn phụ thuộc vào quân đội và cảnh sát mật để duy trì quyền lực; đổi lại, các cơ quan nhà nước này thường xuyên nhận được nguồn tài trợ lên tới 50% thu nhập công để đảm bảo lòng trung thành của họ.

## Chiến tranh thế giới thứ II và buộc phải thoái vị

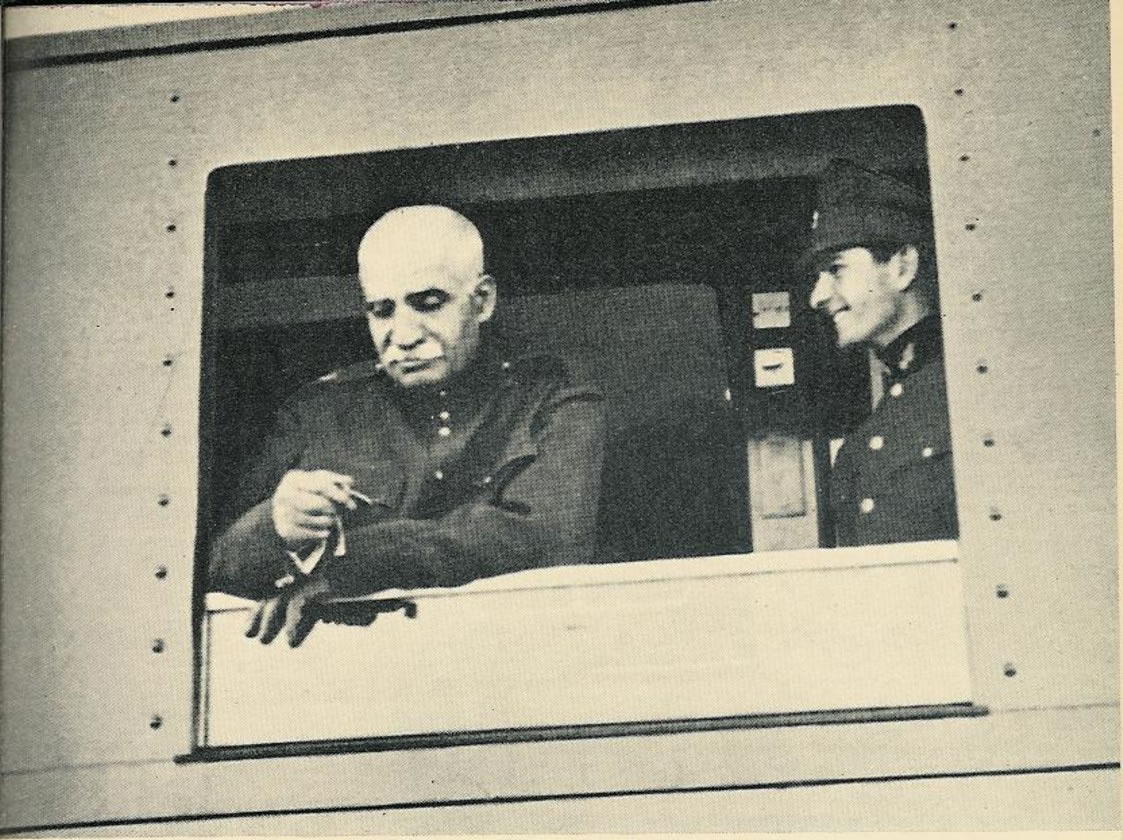
eza Shah và Vương thái tử Mohammad Reza trên tàu

Vào tháng 8 năm 1941, các cường quốc Đồng Minh (Anh và Liên Xô) đã xâm lược và chiếm đóng Iran trung lập bằng một cuộc tấn công ồ ạt bởi không quân, lục quân và hải quân mà không hề tuyên chiến. Đến ngày 28–29 tháng 8, tình hình quân sự Iran hoàn toàn hỗn loạn. Quân Đồng minh đã hoàn toàn kiểm soát bầu trời Iran, và phần lớn đất nước đã nằm trong tay họ. Các thành phố lớn của Iran (như Tehran) liên tục hứng chịu các cuộc không kích. Tại Tehran, thương vong không đáng kể, nhưng Không quân Liên Xô đã thả truyền đơn xuống thành phố, cảnh báo người dân về một cuộc không kích lớn sắp tới và kêu gọi họ đầu hàng trước khi bị phá hủy. Nguồn cung cấp nước và lương thực của Tehran đã phải đối mặt với tình trạng thiếu hụt, và binh lính đã bỏ chạy vì sợ Liên Xô sẽ tàn sát họ nếu bị bắt. Đối mặt với sự sụp đổ hoàn toàn, hoàng gia (trừ Shah và Vương thái tử) đã chạy đến Isfahan. Sự sụp đổ của quân đội mà Reza Shah đã dành rất nhiều thời gian và công sức để xây dựng thật đáng xấu hổ. Nhiều chỉ huy Iran đã hành xử kém cỏi, những người khác âm thầm thông cảm với người Anh và phá hoại sự kháng cự của Iran. Các tướng lĩnh quân đội đã họp bí mật để thảo luận về các phương án đầu hàng. Khi biết được hành động của các tướng lĩnh, Shah đã dùng gậy đánh tướng Ahmad Nakhjavan, tổng tư lệnh lực lượng vũ trang, và tước quân hàm của ông ta. Nakhjavan suýt bị Shah bắn ngay tại chỗ, nhưng do sự ngăn cản của Vương thái tử, ông ta chỉ bị tống giam.

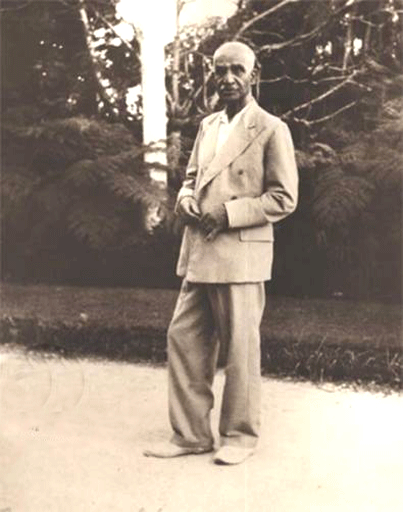
Reza Shah sau khi thoái vị

Shah ra lệnh cho Thủ tướng thân Anh là Ali Mansur phải từ chức, người mà ông đổ lỗi đã làm suy yếu tinh thần quân đội, thay thế Ali bằng cựu thủ tướng Mohammad Ali Foroughi. Vài ngày sau, Reza Shah ra lệnh cho quân đội ngừng kháng cự và bắt đầu đàm phán với Anh và Liên Xô. Foroughi đã tỏ ra bất mãn với Reza Shah, vì trước đó ông ta đã bị buộc phải nghỉ hưu vì lý do chính trị, khi cha vợ của con gái ông ta bị xử bắn. Khi tham gia đàm phán với người Anh, thay vì đàm phán một giải pháp có lợi, Foroughi lại ngụ ý rằng cả ông ta và người dân Iran đều muốn được "giải phóng" khỏi sự cai trị của Shah. Người Anh và Foroughi đã nhất trí rằng để quân Đồng Minh rút lui, Iran sẽ phải trục xuất bộ trưởng Đức và nhân viên của ông ta khỏi Tehran; các sứ quán Đức, Ý, Hungary và Romania sẽ bị đóng cửa; và tất cả công dân Đức còn lại (bao gồm cả gia đình) sẽ được giao nộp cho chính quyền Anh và Liên Xô. Mệnh lệnh cuối cùng đồng nghĩa với việc gần như chắc chắn bị bỏ tù hoặc, trong trường hợp những người được giao nộp cho Liên Xô, có thể bị tử hình. Reza Shah đã trì hoãn yêu cầu cuối cùng, thay vào đó, ông chọn cách bí mật sơ tán công dân Đức khỏi đất nước. Đến ngày 18 tháng 9, hầu hết công dân Đức đã trốn thoát qua biên giới Thổ Nhĩ Kỳ.
Đáp lại sự bất chấp của Shah, Hồng quân vào ngày 16 tháng 9 đã tiến hành chiếm đóng Tehran. Lo sợ bị Cộng sản hành quyết, nhiều người (đặc biệt là những người giàu có) đã chạy trốn khỏi thành phố. Reza Shah, trong một bức thư do Foroughi viết tay, đã tuyên bố thoái vị khi quân Liên Xô tiến vào thành phố vào ngày 17 tháng 9. Người Anh muốn khôi phục quyền lực cho triều đại Qajar, nhưng người thừa kế của Ahmad Shah Qajar kể từ khi vị Qajar Shah cuối cùng qua đời vào năm 1930 là Hamid Mirza, là một thần dân Anh không biết tiếng Ba Tư. Thay vào đó (với sự giúp đỡ của Foroughi), Vương thái tử Mohammad Reza Pahlavi đã tuyên thệ trở thành Shah của Iran.

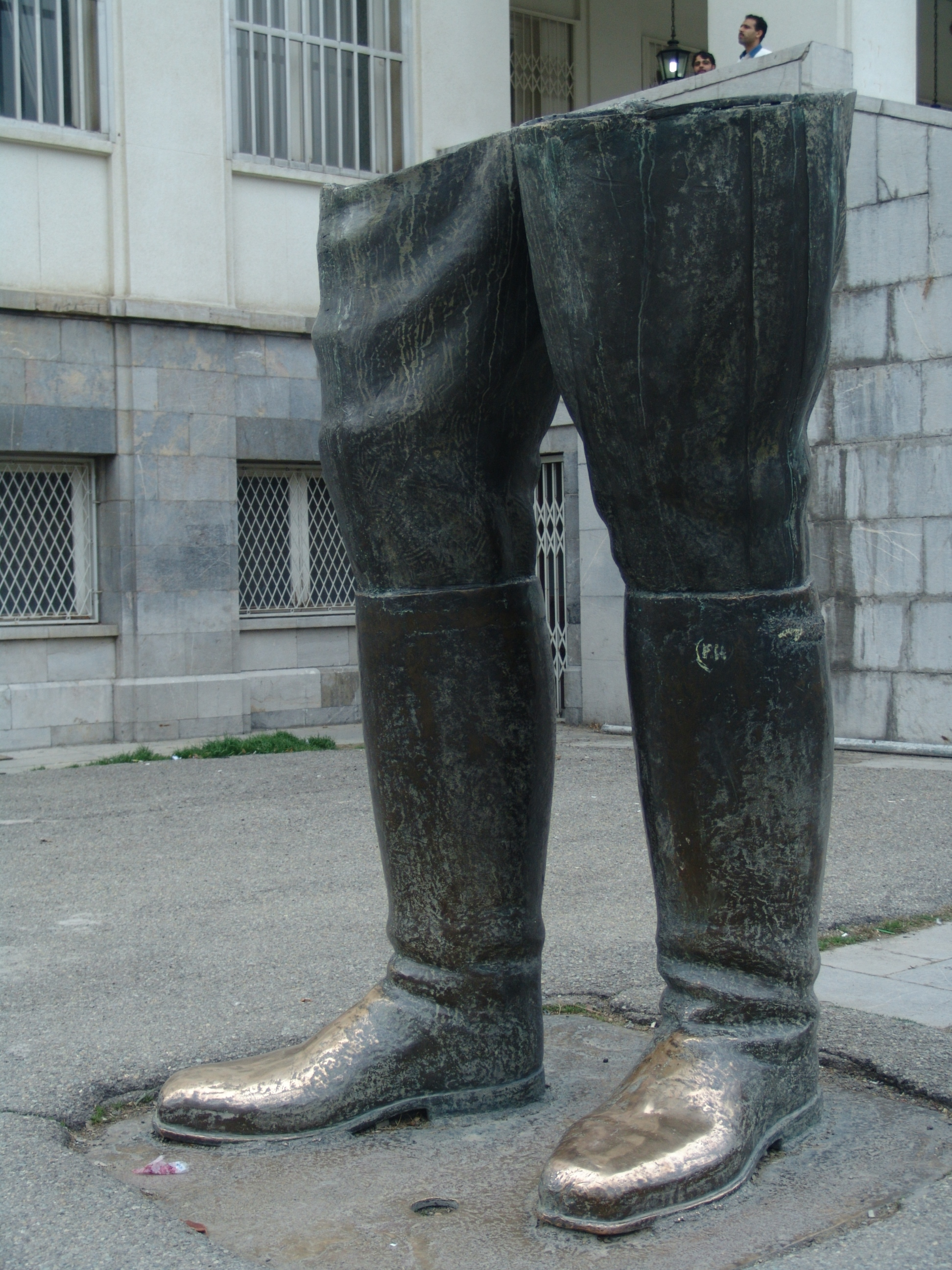
Tượng chân của Reza Shah sau khi bức tượng gốc bị phá hủy sau Cách mạng 1979

Người Anh đã để lại cho Shah một lối thoát giữ thể diện: "Liệu Đức Vua có vui lòng thoái vị để nhường ngôi cho con trai mình, người thừa kế ngai vàng? Chúng tôi đánh giá cao Ngài và sẽ đảm bảo vị trí của Ngài. Nhưng Đức Vua không nên nghĩ rằng có giải pháp nào khác". Cuộc xâm lược của Anh-Xô được khởi xướng để đáp trả việc Reza từ chối yêu cầu trục xuất cư dân Đức, những người có thể đe dọa nhà máy lọc dầu Abadan. Reza Shah tiếp tục từ chối yêu cầu của Đồng Minh về việc trục xuất công dân Đức đang cư trú tại Iran và từ chối cho Đồng Minh sử dụng tuyến đường sắt. Theo báo cáo của đại sứ quán Anh tại Tehran năm 1940, tổng số công dân Đức ở Iran, từ kỹ thuật viên đến gián điệp, không quá một nghìn người. Do tầm quan trọng chiến lược của Iran đối với Đồng Minh, sau đó, Thủ tướng Winston Churchill gọi Iran là "Cây cầu chiến thắng". Reza Shah bị quân Anh xâm lược buộc phải thoái vị để nhường ngôi cho con trai là Mohammad Reza Pahlavi, người đã thay thế cha mình làm Shah vào ngày 16 tháng 9 năm 1941.

### Sách
- Alirezaijan, Reza (2025). 'Škodovy závody Teherán:Českoslovenští architekti v říši perského šáha, 1932–1948'. Books & Pipes Brno. ISBN 978-80-7485-302-9.